# لونا ۲۵
لونا ۲۵ (یا لونا-۲۵؛ روسی: Луна-۲۵) یک مأموریت ماه‌نشین روسی توسط روسکوسموس در اوت ۲۰۲۳ بود که قرار بود در نزدیکی قطب جنوب ماه و در دهانهٔ بگوسلوسکی فرود آید. که پس از شکست مانور مداری، بر سطح ماه سقوط کرد.
این مأموریت که در ابتدا سطح‌نشین کره-ماه (انگلیسی: Luna-Glob lander; روسی: Луна-Глоб) نام داشت، به‌منظور تأکید بر ادامه داشتن برنامه لونای شوروی از دههٔ ۱۹۷۰، به لونا ۲۵ تغییر نام داد؛ اگرچه این مأموریت همچنان بخشی از آن مفهومی بود که زمانی تحت عنوان برنامهٔ اکتشاف ماه لونا-گلوب معرفی شده بود. این سطح‌نشین نخستین کاوشگری است که روسکوسموس، آژانس فضایی روسیه، به ماه فرستاده‌است (بدون در‌نظر گرفتن کاوشگرهایی که توسط برنامه فضایی شوروی اعزام شدند) و قرار بود که نخستین کاوشگری باشد که در قطب جنوب ماه فرود می‌آید.
مأموریت لونا ۲۵ در ۱۰ اوت ۲۰۲۳، ساعت ۲۳:۱۰ (ساعت هماهنگ جهانی) با پرتاب کاوشگر سوار بر یک راکت سایوز ۲٫۱ب از پایگاه فضایی وستوچنی واقع در استان آمور در شرق روسیه آغاز شد. در ۱۹ اوت ۲۰۲۳، ساعت ۱۱:۵۷ (UTC)، این سطح‌نشین پس از شکست مانور مداری، بر سطح ماه سقوط کرد.

## تاریخچه

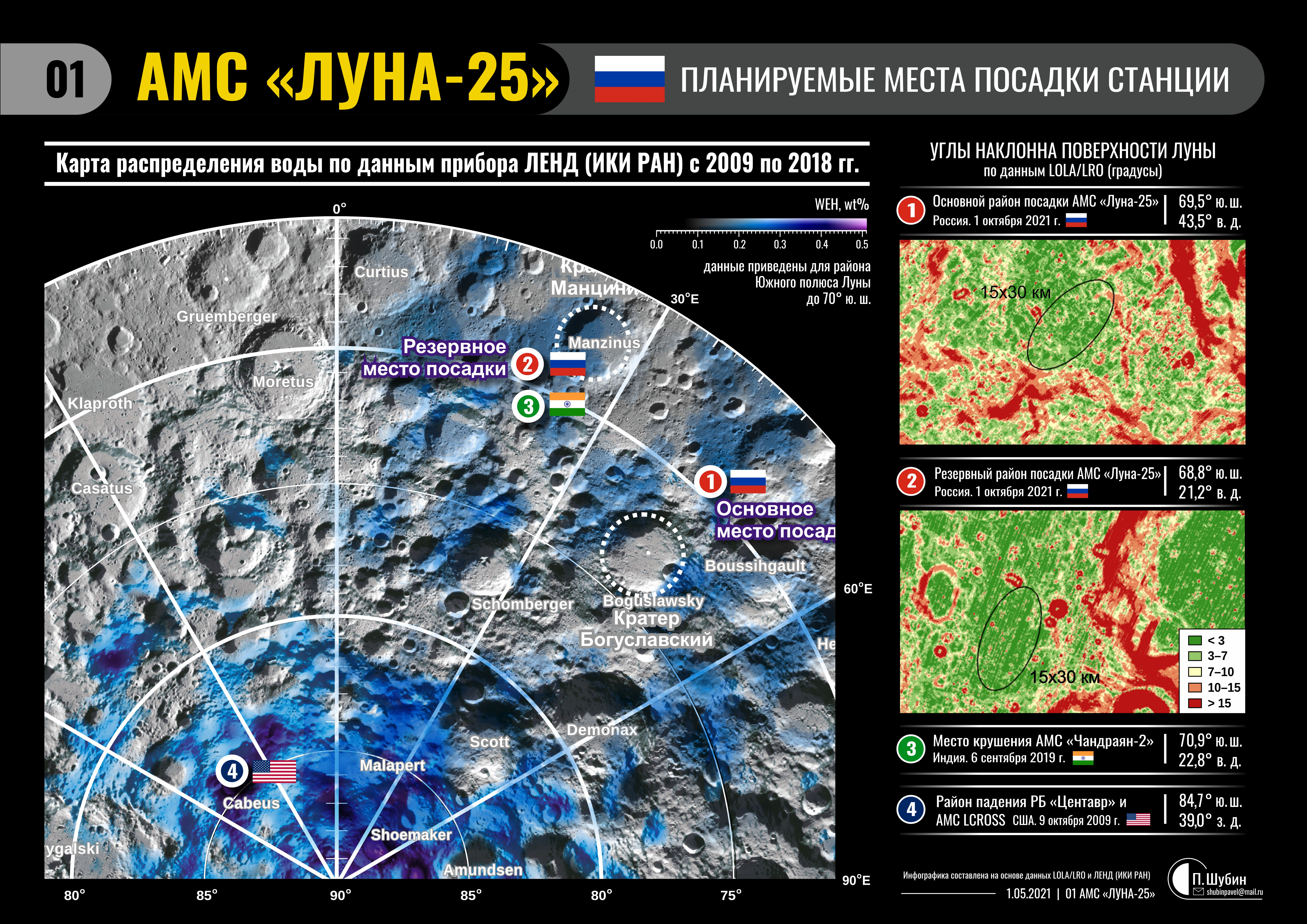
سایت‌های پیشنهادی فرود

ماه‌نشین پیشین شوروی لونا ۲۴ بود که پرتاب آن در سال ۱۹۷۶ انجام شد. طرح‌های تازه برای آنچه که در نهایت به لونا ۲۵ تبدیل شد در اواخر دههٔ ۱۹۹۰ با ارزیابی دو طرح فضاپیما تا سال ۱۹۹۸ آغاز شد. تلاش‌ها برای بازسازی و تکمیل این پروژه در طول دههٔ ۲۰۰۰ ادامه یافت و با تلاش نامنسجم برای همکاری بین‌المللی از راه ادغام با مدارگرد Lunar-A اکنون لغو شدهٔ JAXA، و فشار بر تلاش برای مأموریت مشترک ماه با سازمان تحقیقات فضایی هند (ISRO) از سوی دیگر (که به هر حال بدون دخالت روسیه ادامه یافت)، مشخص شد.
برنامه‌های مأموریت اولیه شامل لزوم یک فرودگر و مدارگرد بود که دومی نفوذگرهای ضربه‌ای را نیز مستقر می‌کرد. در شکل نهایی خود، لونا ۲۵ تنها یک فرودگر بود و مأموریت اصلی آن آزمایش فناوری فرود بود. این مأموریت حامل ۳۰ کیلوگرم (۶۶ پوند) ابزار علمی، از جمله یک بازوی روباتیک برای بررسی نمونه‌های خاک و سخت‌افزار حفاری احتمالی بود.